# 杨村乡 (峨边县)
杨村乡，是中华人民共和国四川省乐山市峨边彝族自治县曾经下辖的一个乡。2020年5月，撤销杨村乡、觉莫乡，设立红旗镇，以原杨村乡和原觉莫乡所属行政区域为红旗镇的行政区域。

## 行政区划
杨村乡撤銷前下辖以下地区：
四坪村、李子坪村、上营村、大坪村和木厂村。